# Communauté de communes Larzac et Vallées
La CC Larzac et Vallées est une communauté de communes française, située dans le département de l'Aveyron.

## Historique
Elle est créée le 13 décembre 2004 sous le nom de communauté de communes Larzac Templier Causses et Vallées. Elle rassemble alors douze communes : La Bastide-Pradines, Le Clapier, Cornus, La Couvertoirade, Lapanouse-de-Cernon, Marnhagues-et-Latour, Saint-Beaulize, Sainte-Eulalie-de-Cernon, Saint-Jean-du-Bruel, Saint-Jean-et-Saint-Paul, Sauclières, Viala-du-Pas-de-Jaux. Son siège administratif est installé à Cornus.
Le 1er janvier 2014, les communes de La Cavalerie, Fondamente, L’Hospitalet-du-Larzac et Nant la rejoignent. L’intercommunalité adopte alors le nom de communauté de communes Larzac et Vallées.

## Territoire communautaire

### Géographie
Elle est située sur le causse du Larzac.

### Composition
La communauté de communes est composée des 16 communes suivantes :

| Nom                      | Code Insee | Gentilé                         | Superficie (km2) | Population (dernière pop. légale) | Densité (hab./km2) |
| ------------------------ | ---------- | ------------------------------- | ---------------- | --------------------------------- | ------------------ |
| Cornus (siège)           | 12077      | Cornusois                       | 92,74            | 513 (2022)                        | 5,5                |
| La Bastide-Pradines      | 12022      | Bastidois                       | 20,56            | 120 (2022)                        | 5,8                |
| La Cavalerie             | 12063      | Cavalériens                     | 40,56            | 2 208 (2022)                      | 54                 |
| Le Clapier               | 12067      | Clapierois                      | 19,6             | 88 (2022)                         | 4,5                |
| La Couvertoirade         | 12082      | Couvertoiradiens                | 61,91            | 200 (2022)                        | 3,2                |
| Fondamente               | 12155      | Fondamentois                    | 50,58            | 335 (2022)                        | 6,6                |
| L'Hospitalet-du-Larzac   | 12115      | Hospitaletains                  | 12,4             | 344 (2022)                        | 28                 |
| Lapanouse-de-Cernon      | 12122      | Panousais                       | 22,87            | 121 (2022)                        | 5,3                |
| Marnhagues-et-Latour     | 12139      | Bernagols-et-Latounains         | 21,92            | 144 (2022)                        | 6,6                |
| Nant                     | 12168      | Nantais                         | 109,4            | 1 017 (2022)                      | 9,3                |
| Saint-Beaulize           | 12212      | Saint-Beaulizois                | 19,97            | 100 (2022)                        | 5                  |
| Saint-Jean-du-Bruel      | 12231      | Saint-Jeantais                  | 37,23            | 665 (2022)                        | 18                 |
| Saint-Jean-et-Saint-Paul | 12232      | Saint-Jeantais et Saint-Paulais | 37,91            | 284 (2022)                        | 7,5                |
| Sainte-Eulalie-de-Cernon | 12220      | Saint-Eulaliens                 | 46,35            | 321 (2022)                        | 6,9                |
| Sauclières               | 12260      | Saucliérois                     | 38,81            | 182 (2022)                        | 4,7                |
| Viala-du-Pas-de-Jaux     | 12295      | Vialarains                      | 18,95            | 88 (2022)                         | 4,6                |

### Démographie
| 1968  | 1975  | 1982  | 1990  | 1999  | 2009  | 2014  | 2020  |
| ----- | ----- | ----- | ----- | ----- | ----- | ----- | ----- |
| 5 316 | 5 069 | 5 092 | 4 531 | 4 561 | 5 336 | 5 288 | 6 627 |

## Administration

### Siège
Le siège de la communauté de communes est situé à Cornus.

### Les élus
Le conseil communautaire de communes se compose de 31 conseillers, représentant chacune des communes membres et élus pour une durée de six ans.
Ils sont répartis comme suit :
| Nombre de conseillers | Communes               |
| --------------------- | ---------------------- |
| 6                     | La Cavalerie, Nant     |
| 4                     | Saint-Jean-du-Bruel    |
| 3                     | Cornus                 |
| 1 (+1 suppléant)      | les 12 autres communes |

### Présidence
| Période    | Période                         | Identité           | Étiquette | Qualité |
| ---------- | ------------------------------- | ------------------ | --------- | --- |
| 2004       | mai 2008                        | René Quatrefages   | UMP       | Historien. Maire de Saint-Jean-du-Bruel (2001 → 2008). Conseiller général du canton de Nant (1990 → 2011).                                                        |
| mai 2008   | avril 2014                      | Jean Geniez        | DVG       | Maire de Sainte-Eulalie-de-Cernon (1980 → 2014) |
| Avril 2014 | En cours (au 15 septembre 2020) | Christophe Laborie | UDI       | Fonctionnaire. Maire de Cornus (2003 → ). Conseiller général du canton de Cornus (2008 → 2015). Conseiller départemental du canton des Causses-Rougiers (2015 → ) |

### Compétences
- le Développement économique (depuis janvier 2017) : gestion des zones d’activités Millau-Larzac et Millau Sud, stratégies d’attractivité et d’accueil des entreprises.
- le Tourisme : gestion de l’Office de tourisme, stratégies de développement touristique, promotion du territoire, entretien du petit patrimoine spécifique.
- l’Aménagement : révision du Plan local d’urbanisme intercommunal, document de référence en matière d’urbanisme et de planification territoriale.
- la Voirie : entretien des voies communales dites d’intérêt communautaires (320km sur le territoire).
- la Petite Enfance : gestion des modes d’accueil : crèche collective, relais d’assistantes maternelles, centre de loisirs.
- les Déchets : organisation de la collecte des déchets ménagers et recyclables, gestion des déchèteries de La Cavalerie, Cornus et Nant, sensibilisation au tri sélectif.
- les Piscines : gestion des équipements de L’Hospitalet-du-Larzac et Nant.
- la Médiathèque : gestion de la médiathèque intercommunale de Cornus.
- le Transport à la demande, délégué depuis 2021 a la région Occitanie  .

### Régime fiscal et budget
Le régime fiscal de la communauté de communes est la fiscalité professionnelle unique (FPU).

## Projets et réalisations

### Projets
Construction du gymnase attenant au collège de la Cavalerie (ouverture 2022).